# Cascante
Cascante település Spanyolországban, Navarra autonóm közösségben. Cascante Ablitas, Barillas, Tulebras, Monteagudo, Tarazona, Tudela és Murchante községekkel határos. Lakosainak száma 4131 fő (2024).

## Népesség
A település népessége az elmúlt években az alábbi módon változott:
| Lakosok száma | 3783 | 3906 | 3940 | 4034 | 3990 | 3888 | 3780 | 3864 | 3950 | 4131 |
|               | 2001 | 2004 | 2007 | 2009 | 2012 | 2014 | 2017 | 2019 | 2022 | 2024 |